# Diritti radiotelevisivi della nazionale maschile di calcio dell'Italia
I diritti radiotelevisivi degli incontri della nazionale di calcio dell'Italia sono detenuti, sul territorio italiano, dall'emittente pubblica Rai che ne detiene l'esclusiva in chiaro (fino al 2028). Tra l'altro, gli incontri degli Azzurri nelle competizioni ufficiali devono essere trasmessi in diretta televisiva e in chiaro in quanto rientranti nell'elenco degli «eventi di particolare rilevanza per la società di cui deve essere assicurata la diffusione su palinsesti in chiaro», redatto nel 2012 dall'Autorità per le garanzie nelle comunicazioni. Poiché negli ultimi anni la Rai e Sky Italia si sono divisi i diritti televisivi dei più importanti tornei di calcio per nazionali, gli incontri dell'Italia in questi eventi sono andati in onda anche in pay Tv su Sky Sport.

## Televisione

### Storia

#### Dagli inizi della tv alla fine del monopolio Rai

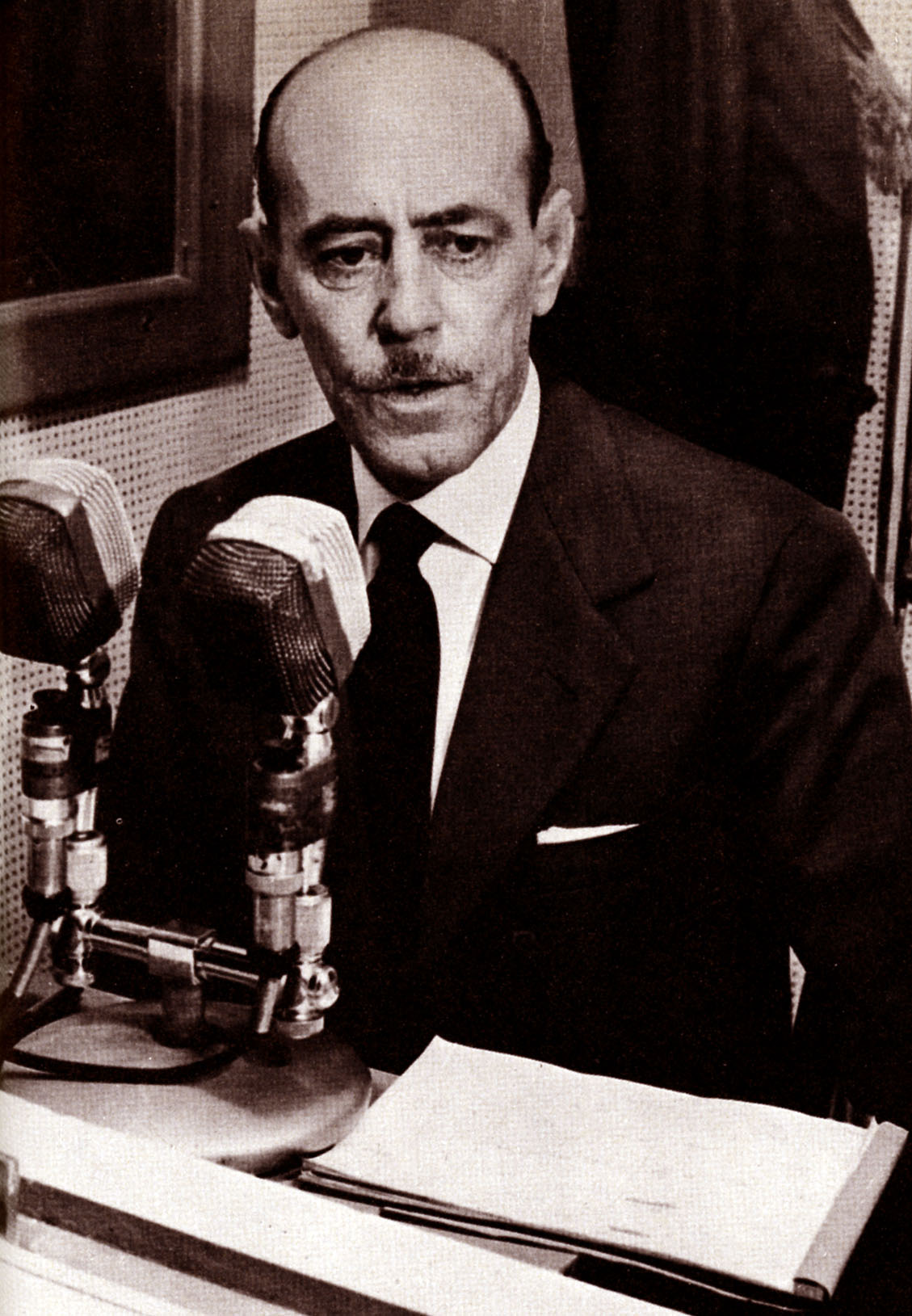
Nicolò Carosio prima voce storica degli Azzurri, in radio e televisione

Il 13 dicembre 1953 venne trasmesso sperimentalmente dalla Rai (azienda televisiva pubblica che già aveva incominciato nel febbraio precedente la trasmissione, sempre in via sperimentale, di alcune partite di calcio di Serie A), il primo incontro in televisione della nazionale italiana, contro la Cecoslovacchia (giocato a Genova e finito con il punteggio di 3-0, valido per la Coppa Internazionale). Il telecronista dell'incontro fu Carlo Bacarelli affiancato da Vittorio Veltroni, ed andò in diretta solamente il secondo tempo della partita.
A tutti gli effetti però la prima partita in diretta della televisione italiana fu la gara di qualificazione per il campionato del mondo 1954 tra Italia-Egitto (giocata a Milano e terminata con il punteggio di 5-1), il 24 gennaio 1954 e trasmessa dalla Rai che aveva dato avvio ufficialmente alle trasmissioni televisive il 3 gennaio. I telecronisti furono tre, che si alternarono nel racconto: oltre a Carlo Bacarelli e Vittorio Veltroni, vi fu anche Nicolò Carosio, che fino ad allora aveva assunto il ruolo di radiocronista degli Azzurri, sempre per il servizio pubblico di Rai Radio.
L'estate del 1954 è segnata dal primo campionato mondiale di calcio trasmesso in televisione e la Rai inviò in Svizzera, sede del torneo, una squadra di telecronisti formata da Giuseppe Albertini, Carosio, Bacarelli e Veltroni; gli ultimi commentarono in coppia le due partite della nazionale, Svizzera-Italia e Italia-Belgio.
Carosio venne sostituito nella partita tra Italia-Jugoslavia disputata a Torino il 29 maggio 1955 e valevole per la Coppa Internazionale, terminata 4-0 per gli jugoslavi, da Enrico Ameri, voce storica delle radiocronache che, in quell'occasione, effettuò la prima delle due sole telecronache fatte nel corso della sua lunga carriera.
Sul finire degli anni sessanta la Rai propose un'alternanza, nelle telecronache dell'Italia, tra Carosio e Nando Martellini. Al campionato d'Europa 1968, torneo disputato in Italia e che ebbe gli Azzurri campioni d'Europa per la prima volta nella loro storia, Martellini commentò la semifinale di Napoli tra Italia e Unione Sovietica, vinta dai padroni di casa per il lancio di una monetina dopo lo 0-0 dell'incontro, e Carosio la finale di Roma contro la Jugoslavia, che terminò anche in questo caso in parità (1-1). La finale di ripetizione, sempre allo stadio Olimpico, nella ferrea regola dell'alternanza ebbe il commento di Martellini. La diretta della finale della competizione continentale, vinta con il punteggio di 2-0 dall'Italia, fece registrare 17 900 000 telespettatori, in base ai dati del "Servizio Opionioni" della Rai.

Nando Martellini telecronista "azzurro" dal 1968 al 1986

Dopo l'europeo, continuò l'alternanza Carosio-Martellini alla conduzione delle telecronache della nazionale, compreso il campionato del mondo 1970. La prima partita, Italia-Svezia, toccò a Carosio, la seconda Italia-Uruguay, a Martellini, la terza, contro Israele, nuovamente a Carosio, e il quarto di finale contro i padroni di casa del Messico spettò a Martellini.
L'alternanza saltò in seguito alle voci di una clamorosa gaffe di Carosio – rivelatasi in seguito un "falso" – verso un guardalinee etiope. Così Martellini ebbe modo di commentare quella che fu definita la partita del secolo, ovvero la semifinale tra Italia e Germania Ovest, nonché la successiva finale tra gli Azzurri e il Brasile. La finale venne seguita da 28 200 000 telespettatori, divenendo in quel momento l'incontro di calcio più seguito nella storia televisiva.
Appurata l'inesistenza del "caso Carosio", l'alternanza con Martellini in telecronaca degli Azzurri tornò continuando fino a tutto il 1971, quando il primo terminò regolarmente il suo contratto di collaborazione con la Rai, lasciando al secondo il ruolo di telecronista unico della nazionale A.
Nel 1977 venne introdotta ufficialmente in Italia la trasmissione a colori, con un notevole miglioramento della qualità di riproduzione delle immagini degli incontri calcistici e, nel 1980, l'Eurovisione non acquistò i diritti televisivi della Coppa d'Oro dei Campioni del Mondo, che si sarebbe svolta in Uruguay con la partecipazione dell'Italia: pertanto, l'ente pubblico non avrebbe trasmesso, per la prima volta, un incontro della nazionale. I diritti del torneo furono acquistati dalla Fininvest di Silvio Berlusconi che, tuttavia, non poteva trasmettere su Canale 5 l'evento in quanto in Italia non era consentita per legge la trasmissione di partite di calcio da parte di televisioni private. Una settimana prima dell'inizio del torneo si arrivò ad un accordo, con l'interessamento della FIGC: la Rai avrebbe trasmesso gli incontri degli Azzurri, oltre alla finale del torneo, e Canale 5 avrebbe mandato in onda le restanti gare della competizione.

#### Il dualismo Rai-TMC
(Nando Martellini, telecronaca degli attimi successivi al fischio finale di Italia–Germania Ovest, 11 luglio 1982.)
Durante il campionato del mondo 1982, vinto dalla nazionale italiana e in cui rimase nella storia televisiva il triplice grido «campioni del mondo» da parte di Martellini al termine della finale Italia-Germania Ovest dell'11 luglio, gli incontri della nazionale andarono in onda, oltre alla Rai (alcuni su Rete 1, altri su Rete 2), anche su Telemontecarlo, in quanto quest'ultima, pur trasmettendo nel territorio italiano, aveva lo status di televisione del Principato di Monaco e quindi non era soggetta al divieto normativo vigente per le tv private italiane. Inoltre, soprattutto nei primi anni, TMC era visibile solo in alcune porzioni del territorio nazionale. Le gare, con telecronista Luigi Colombo, furono trasmesse su Telemontecarlo in differita, ad eccezione della finale mandata in onda in diretta, ed ebbero la peculiarità di introdurre la telecronaca "a due voci" con Colombo in coppia con Sandro Mazzola, una formula che verrà imitata in seguito anche dalle altre televisioni italiane. Inoltre, il "Servizio Opinioni" della Rai registrò ascolti record per tutti gli incontri dell'Italia al mondiale 1982 e la finale con la Germania Ovest fu seguita da 36 700 000 telespettatori divenendo la partita più seguita della storia della televisione italiana, record da allora imbattuto.
Nando Martellini rimase telecronista fino al campionato del mondo 1986, quando giunto in terra messicana per commentare la rassegna mondiale, un malore ivi accusato per l'altitudine lo costrinse a rientrare in Italia e a passare definitivamente il testimone a Bruno Pizzul.
Peraltro Pizzul aveva già commentato in precedenza alcune partite degli Azzurri di Enzo Bearzot: il collaudo non ufficiale tra Italia e Nazionale B dell'Ungheria, giocatosi a Como il 1º giugno 1980 e vinto dagli azzurri per 4-1; la finale per il terzo posto del campionato d'Europa 1980, Italia-Cecoslovacchia, giocata a Napoli e vinta dai cecoslovacchi per 10-9 dopo i rigori ad oltranza; la partita Lussemburgo-Italia 0-2 dell'11 ottobre 1980, gara di esordio per le qualificazioni ai campionati mondiali di Spagna 1982 (sostituendo all'ultimo momento Nando Martellini, influenzato); l'incontro amichevole in favore dei terremotati dell'Irpinia tra Italia e Resto dell'Europa, svoltosi a Roma il 25 febbraio 1981 e vinto dalla selezione continentale per 3-0; l'amichevole Italia-Inghilterra 2-1, giocatasi a Città del Messico il 6 giugno 1985.
Al mondiale del 1986 si ripropose la doppia trasmissione Rai, in diretta, e Telemontecarlo, in differita, per le gare della nazionale, alle quali si aggiunse anche TV Koper-Capodistria, emittente televisiva pubblica regionale slovena, che trasmetteva anche in lingua italiana su quasi tutto il territorio nazionale, in qualità di emittente internazionale. 
Il 31 marzo 1988 avvenne un fatto che passerà alle cronache dello sport televisivo in Italia: la nazionale A giocò a Spalato contro la Jugoslavia un'amichevole di preparazione all'Europeo in Germania Ovest con trasmissione in diretta su Raiuno senza telecronaca, come conseguenza dello sciopero generale dei giornalisti in vertenza per il rinnovo del contratto di lavoro. TV Koper-Capodistria trasmise invece l'incontro con la telecronaca, con il responsabile Adriano Galliani che inizialmente aveva annunciato la diretta senza commento, per poi affidarlo a un giovane telecronista, Sandro Piccinini.
Nella fase finale del campionato d'Europa 1988 si ebbe ancora binomio Rai-TMC, con telecronache affidate sempre a Bruno Pizzul e a Luigi Colombo con Giacomo Bulgarelli. 
Nel 1990 l'Italia ospitò il campionato mondiale di calcio e la corsa degli Azzurri verso la finale, commentata ancora da Bruno Pizzul su Rai1 o Rai2 (con la sola eccezione della finale per il 3º posto, contro l'Inghilterra, commentata da Giorgio Martino poiché il giorno dopo Pizzul avrebbe commentato la finale per il titolo tra Argentina e Germania Ovest), fece registrare ascolti record dal nuovo servizio Auditel per il rilevamento degli ascolti televisivi italiani. La semifinale del 3 luglio, persa ai rigori dall'Italia con l'Argentina, fu seguita da 27 500 000 telespettatori, evento ad oggi più seguito nel Paese dall'istituzione nel 1986 del servizio Auditel.

#### Gli anni novanta e diritti acquisiti da emittenti private

Sandro Piccinini, primo telecronista di un incontro della nazionale non trasmesso in Rai

Nell'autunno del 1992 si prospettò un cambiamento epocale: TELE+, prima piattaforma televisiva italiana a pagamento della storia, acquisì per 850 000 dollari l'esclusiva dei diritti televisivi per l'incontro di qualificazione al campionato del mondo 1994 tra Scozia e Italia, sia in chiaro sia a pagamento: l'intenzione della pay TV (diventata tale da pochi mesi) era quella di criptare l'incontro, trasmettendolo solo per i propri abbonati. La questione ebbe un clamore in tutto il Paese finendo anche in interrogazioni parlamentari; il capo dei programmi sportivi della Rai, Gilberto Evangelisti, ottenne inizialmente di trasmettere l'incontro di Glasgow in differita di mezz'ora e, all'ultimo momento, si arrivò ad una ulteriore mediazione che permise la diretta sia sulla Raiuno sia su TELE+2, che eccezionalmente scelse di trasmettere anch'essa l'incontro in chiaro, con telecronaca di Massimo Marianella. La trasmissione su Raiuno registrò 12 500 000 telespettatori, mentre su TELE+2 vennero stimati circa 450-500 000 telespettatori: «una pagina storica per la televisione italiana» la definì Rino Tommasi, direttore della redazione sportiva di TELE+.
Dall'incontro successivo della nazionale si tornò alla classica diretta Rai di tutte le gare degli Azzurri e della diretta delle partite nelle fasi finali finali del mondiale e dell'europeo anche su TMC, che nel campionato del mondo 1994 cambiò telecronista: Colombo venne sostituito da Massimo Caputi, con il commento tecnico ancora affidato a Giacomo Bulgarelli.

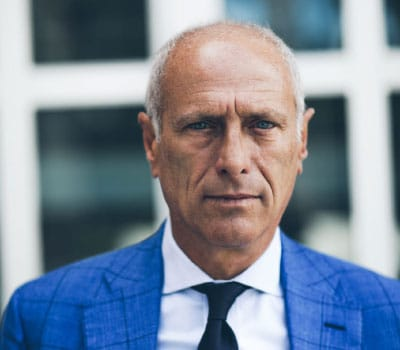
Massimo Caputi è stato, dal 1994 al 2000, il telecronista della nazionale su Telemontecarlo

Il 1996 è invece l'anno del primo incontro della nazionale italiana di calcio non trasmesso dal servizio pubblico Rai: l'azienda televisiva privata Mediaset acquisì i diritti in chiaro dell'amichevole Ungheria-Italia del 1º giugno, in preparazione al campionato d'Europa 1996, per un importo di 2 000 000 di dollari. L'incontro venne interrotto dagli spot pubblicitari, che furono undici (di sette secondi ciascuno) per ogni tempo, e la telecronaca fu affidata a Sandro Piccinini con il supporto tecnico di Aldo Serena. La società di Berlusconi si aggiudicò in quell'anno anche i diritti di trasmissione dell'incontro del 5 ottobre tra Moldavia e Italia, valido per le qualificazioni al campionato del mondo 1998 in Francia; la telecronaca, in questo caso, venne affidata a Bruno Longhi con commento tecnico di Salvatore Bagni. Nel periodo occorso tra le due gare, come sempre la Rai mandò in onda regolarmente tutte le dirette delle partite dell'Italia e Telemontecarlo trasmise di queste gli incontri validi per il campionato d'Europa 1996.
L'anno seguente, il 1997, fu invece la stagione in cui Telemontecarlo si aggiudicò i diritti in esclusiva di un incontro degli Azzurri: l'emittente televisiva, divenuta di proprietà di Vittorio Cecchi Gori, mandò in onda in la classica Inghilterra-Italia del 12 febbraio, valevole per le qualificazioni a Francia 1998. La telecronaca di Caputi e Bulgarelli venne seguita da 11 271 000 spettatori, con Raiuno che trasmise la differita, qualche minuto dopo mezzanotte (commentata da Carlo Nesti al posto di Pizzul). Pur ritornando la Rai, dall'incontro successivo, a detenere i diritti sulle partite della nazionale, succederà altre due volte sul finire del millennio che l'emittente di Cecchi Gori si aggiudichi i diritti di una gara degli Azzurri: Caputi e Bulgarelli commenteranno in diretta esclusiva anche l'amichevole di Göteborg del 2 giugno 1998, tra Svezia e Italia, e la gara valida per le qualificazioni al campionato d'Europa 2000 tra Svizzera e Italia, giocata a Losanna il 9 giugno 1999. Tra l'altro, il primo torneo del nuovo millennio, sarà anche l'ultimo in cui TMC si affiancherà alla Rai con una propria diretta degli Azzurri nelle partecipazioni alle fasi finali di Mondiali ed Europei.
Dopo la finale del campionato d'Europa 2000 tra Italia e Francia, la Rai tornò quindi ad essere esclusivista degli incontri della nazionale e, ad agosto 2002, Pizzul lasciò il ruolo di telecronista azzurro dopo 16 anni; al suo posto la Rai decise una rigida alternanza, partita dopo partita, tra Gianni Cerqueti e Stefano Bizzotto, nel periodo settembre 2002-giugno 2003. Nell'agosto del 2003 venne scelto Cerqueti come voce ufficiale della telecronaca degli Azzurri, che commentò la nazionale per un anno interno quando, a sorpresa, la Rai cambiò completamente idea facendo divenire, da settembre 2004, Marco Civoli telecronista ufficiale.

#### Il nuovo millennio e il nuovo binomio Rai-Sky

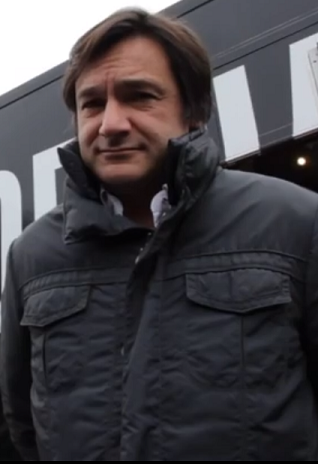
Fabio Caressa, è il telecronista attuale più longevo al commento della nazionale italiana, che segue per Sky Italia dal 2006

A sei anni dalla conclusione del dualismo tra Rai-Telemontecarlo (quest'ultima nel 2001 aveva cambiato nome in LA7) per le fasi finali di mondiali ed europei, tornò a verificarsi una situazione analoga in occasione del campionato del mondo 2006, seppur per cause diverse. La suddivisione dei diritti tra canali in chiaro e pay TV causò infatti la doppia trasmissione delle gare della nazionale da parte della Rai e di Sky. Al termine di quel mondiale, vinto proprio dall'Italia, resteranno nell'immaginario collettivo alcune frasi sia di Civoli («il cielo è azzurro, sopra Berlino!») sia di Fabio Caressa e Giuseppe Bergomi, commentatori ufficiali di Sky per gli Azzurri («Andiamo a Berlino, Beppe!»). Questo nuovo dualismo nelle telecronache azzurre si riproporrà anche nei successivi due mondiali disputati dall'Italia (Sudafrica 2010 e Brasile 2014), nelle FIFA Confederations Cup del 2009 e 2013, ai campionati europei di Francia 2016, Europa 2020 e Germania 2024, nella semifinale e nella finale per il 3º posto della UEFA Nations League 2022-2023, mentre le gare degli azzurri nelle qualificazioni agli europei 2016, ai mondiali 2018 e agli europei 2024 e nei gironi di UEFA Nations League 2022-2023 sono state trasmesse in diretta esclusiva su Rai 1 e in differita da Sky. Dal 2006 a oggi Fabio Caressa e Giuseppe Bergomi rimarranno sempre i telecronisti azzurri per Sky, con la sola eccezione dell'incontro per il terzo posto della Confederations Cup 2013, Italia-Uruguay, commentata da Massimo Marianella e Daniele Adani, in quanto Caressa e Bergomi si trovavano a Rio de Janeiro per commentare la finale tra Brasile e Spagna.
In Rai invece, Civoli rimase telecronista fino al 2010, e solo in occasione dell'amichevole contro l'Austria dell'agosto 2008 a Nizza la telecronaca venne nuovamente affidata a Gianni Cerqueti, a causa dell'assenza del primo, già impegnato con i giochi olimpici di Pechino. Nei sei anni da telecronista ufficiale, Civoli fu affiancato come commentatore tecnico nel 2006 da Sandro Mazzola (unico in Italia ad aver commentato per due volte gli Azzurri campioni del Mondo) e, successivamente, da Fabio Capello (2007), Walter Zenga (2008), Salvatore Bagni (2008-2010).
In occasione dell'amichevole di Londra persa contro la Costa d'Avorio nell'agosto 2010, vi fu il passaggio di testimone da Civoli a Bruno Gentili, ex radiocronista di Tutto il calcio minuto per minuto e all'epoca vicedirettore di Rai Sport. Nell'occasione Civoli effettuò la sua ultima telecronaca "azzurra", mentre Gentili si limitò al commento tecnico. Gentili rimase telecronista Rai della nazionale italiana da settembre 2010 a novembre 2012. Un nuovo passaggio di consegne avvenne nel novembre 2012 in occasione dell'amichevole di Parma persa contro la Francia: Gentili effettuò la sua ultima telecronaca azzurra avvalendosi del commento tecnico del suo successore Stefano Bizzotto. Quest'ultimo ritornò, quindi, a rivestire il ruolo di telecronista azzurro della Rai da febbraio 2013, dopo averlo già fatto in alternanza con Cerqueti, come detto, tra il 2002 e il 2003.
Da settembre 2014 la Rai affidò le telecronache degli Azzurri alla coppia formata da Alberto Rimedio e da Bizzotto, divenuto commentatore tecnico e sostituito in questo ruolo, nel luglio 2015, da Giovanni Trapattoni. A maggio 2016, Walter Zenga prese il ruolo di commentatore al posto dell'ex CT, cedendo il posto per un anno intero ad Alberto Zaccheroni, per tornare in seguito fino a settembre 2018, quando gli subentrò, come seconda voce, Antonio Di Gennaro. In occasione della finale del campionato europeo di calcio 2020, la telecronaca dell'incontro che consegnò agli Azzurri il secondo titolo europeo fu affidata a Stefano Bizzotto, coadiuvato da Katia Serra (prima voce femminile nella storia delle telecronache della nazionale A maschile), a causa della positività al COVID-19 di Rimedio e alla quarantena fiduciaria di Di Gennaro. A novembre 2021, in occasione della gara Irlanda del Nord-Italia a Belfast, Di Gennaro viene sostituito da Daniele Adani, passato da poco tempo alla Rai da Sky.

### Incontri più seguiti
Gli ascolti televisivi in Italia sono monitorati dal 1959, quando la Rai ideò il "Servizio Opinioni". Questo meccanismo di rilevamento ascolti andò avanti fino al 1982, e alla fine del 1986 entrò in funzione l'attuale sistema Auditel, organismo comune con la partecipazione di Rai, Fininvest, associazioni delle agenzie pubblicitarie, ecc.
Il programma in assoluto più seguito, secondo il Servizio Opinioni, è stata la finale del campionato del mondo 1982, disputata tra l'Italia e la Germania Ovest e vinta dagli Azzurri: i telespettatori furono 36,7 milioni. Dall'esistenza del sistema Auditel di rilevamento degli ascolti televisivi italiani, nella classifica dei 50 programmi più visti 49 sono incontri di calcio e, di questi, 45 sono incontri della nazionale di calcio dell'Italia. Il programma in assoluto più seguito è stata la semifinale del campionato del mondo 1990, disputata tra gli Azzurri e l'Argentina e vinta ai rigori da questi ultimi, con 27,5 milioni di telespettatori.
Di seguito la classifica degli incontri della nazionale A, per numero di telespettatori (sono riportati solo gli incontri con più di venti milioni di ascolto):
| Pos. | Incontro                                                        | Emittente | Data             | Spettatori | Rilevamento       | Note          |
| 1°   | Italia-Germania Ovest (campionato del mondo 1982)               | Rai       | 11 luglio 1982   | 36,7       | Servizio Opinioni | [ 13 ] [ 27 ] |
| 2°   | Italia-Brasile (campionato del mondo 1982)                      | Rai       | 5 luglio 1982    | 31,9       | Servizio Opinioni | [ 13 ] [ 27 ] |
| 3°   | Italia-Polonia (campionato del mondo 1982)                      | Rai       | 8 luglio 1982    | 29,7       | Servizio Opinioni | [ 13 ] [ 27 ] |
| 4°   | Italia-Brasile (campionato del mondo 1970)                      | Rai       | 21 giugno 1970   | 28,2       | Servizio Opinioni | [ 11 ]        |
| 5°   | Italia-Argentina (campionato del mondo 1990)                    | Rai       | 3 luglio 1990    | 27,5       | Auditel           | [ 27 ]        |
| 6°   | Italia-Paesi Bassi (campionato del mondo 1978)                  | Rai       | 21 giugno 1978   | 27,4       | Servizio Opinioni | [ 28 ]        |
| 7°   | Italia-Germania (campionato del mondo 2006)                     | Rai+Sky   | 4 luglio 2006    | 26,0       | Auditel           |               |
| 8°   | Italia-Francia (campionato del mondo 2006)                      | Rai+Sky   | 9 luglio 2006    | 25,9       | Auditel           |               |
| 9°   | Italia-Bulgaria (campionato del mondo 1994)                     | Rai       | 13 luglio 1994   | 25,9       | Auditel           | [ 27 ]        |
| 10°  | Italia-Stati Uniti (campionato del mondo 1990)                  | Rai       | 14 giugno 1990   | 25,7       | Auditel           | [ 27 ]        |
| 11°  | Italia-Uruguay (campionato del mondo 1990)                      | Rai       | 25 giugno 1990   | 25,3       | Auditel           | [ 27 ]        |
| 12°  | Italia-Cecoslovacchia (campionato del mondo 1990)               | Rai       | 19 giugno 1990   | 25,3       | Auditel           | [ 27 ]        |
| 13°  | Italia-Brasile (campionato del mondo 1994)                      | Rai       | 17 luglio 1994   | 24,9       | Auditel           | [ 27 ]        |
| 14°  | Italia-Belgio (campionato d'Europa 1980)                        | Rai       | 18 giugno 1980   | 24,7       | Servizio Opinioni | [ 29 ]        |
| 15°  | Italia-Austria (campionato del mondo 1990)                      | Rai       | 9 giugno 1990    | 23,9       | Auditel           | [ 27 ]        |
| 16°  | Italia-Messico (campionato del mondo 1994)                      | Rai       | 28 giugno 1994   | 23,9       | Auditel           | [ 27 ]        |
| 17°  | Italia-Brasile (campionato del mondo 1978)                      | Rai       | 24 giugno 1978   | 23,8       | Servizio Opinioni | [ 28 ]        |
| 18°  | Corea del Sud-Italia (campionato del mondo 2002)                | Rai       | 19 giugno 2002   | 23,7       | Auditel           |               |
| 19°  | Italia-Ungheria (campionato del mondo 1978)                     | Rai       | 6 giugno 1978    | 23,7       | Servizio Opinioni | [ 28 ]        |
| 20°  | Italia-Camerun (campionato del mondo 1998)                      | Rai       | 17 giugno 1998   | 23,5       | Auditel           | [ 27 ]        |
| 21°  | Italia-Francia (campionato d'Europa 2008)                       | Rai       | 17 giugno 2008   | 23,5       | Auditel           |               |
| 22°  | Italia-Ghana (campionato del mondo 2006)                        | Rai+Sky   | 12 giugno 2006   | 23,4       | Auditel           |               |
| 23°  | Italia-Austria (campionato del mondo 1978)                      | Rai       | 18 giugno 1978   | 23,3       | Servizio Opinioni | [ 28 ]        |
| 24°  | Italia-Nigeria (campionato del mondo 1994)                      | Rai       | 5 luglio 1994    | 23,2       | Auditel           | [ 27 ]        |
| 25°  | Germania-Italia (campionato d'Europa 2012)                      | Rai       | 28 giugno 2012   | 23,2       | Auditel           | [ 30 ] [ 31 ] |
| 26°  | Italia-Ucraina (campionato del mondo 2006)                      | Rai+Sky   | 30 giugno 2006   | 22,9       | Auditel           |               |
| 27°  | Italia-Irlanda (campionato del mondo 1990)                      | Rai       | 30 giugno 1990   | 22,8       | Auditel           | [ 27 ]        |
| 28°  | Italia-Messico (campionato del mondo 2002)                      | Rai       | 13 giugno 2001   | 22,8       | Auditel           | [ 27 ]        |
| 29°  | Italia-Norvegia (campionato del mondo 1994)                     | Rai       | 23 giugno 1994   | 22,4       | Auditel           | [ 27 ]        |
| 30°  | Italia-Germania (campionato d'Europa 1996)                      | Rai       | 19 giugno 1996   | 22,2       | Auditel           | [ 27 ]        |
| 31°  | Italia-Francia (campionato del mondo 1978)                      | Rai       | 2 giugno 1978    | 22,1       | Servizio Opinioni | [ 28 ]        |
| 32°  | Italia-Spagna (campionato d'Europa 2008)                        | Rai       | 22 giugno 2008   | 21,8       | Auditel           |               |
| 33°  | Italia-Argentina (campionato del mondo 1982)                    | Rai       | 29 giugno 1982   | 21,8       | Servizio Opinioni | [ 13 ] [ 27 ] |
| 34°  | Italia-Stati Uniti (campionato del mondo 2006)                  | Rai+Sky   | 17 giugno 2006   | 21,4       | Auditel           |               |
| 35°  | Italia-Bulgaria (campionato d'Europa 2004)                      | Rai       | 22 giugno 2004   | 21,4       | Auditel           |               |
| 36°  | Francia-Italia (campionato d'Europa 2000)                       | Rai       | 2 luglio 2000    | 21,3       | Auditel           | [ 27 ]        |
| 37°  | Italia-Paraguay (campionato del mondo 2010)                     | Rai+Sky   | 14 giugno 2010   | 21,3       | Auditel           |               |
| 38°  | Italia-Spagna (campionato del mondo 1994)                       | Rai       | 9 luglio 1994    | 20,7       | Auditel           | [ 27 ]        |
| 39°  | Inghilterra-Italia (campionato d'Europa 2020)                   | Rai+Sky   | 11 luglio 2021   | 20,6       | Auditel           | [ 32 ] [ 33 ] |
| 40°  | Italia-Portogallo (qualificazioni al campionato del mondo 1994) | Rai       | 17 novembre 1993 | 20,4       | Auditel           |               |
| 41°  | Italia-Russia (qualificazioni al campionato del mondo 1998)     | Rai       | 15 novembre 1997 | 20,3       | Auditel           |               |
| 42°  | Italia-Polonia (campionato del mondo 1974)                      | Rai       | 21 giugno 1974   | 21,3       | Servizio Opinioni |               |
| 43°  | Francia-Italia (campionato del mondo 1998)                      | Rai       | 3 luglio 1998    | 20,2       | Auditel           |               |
| 44°  | Italia-Irlanda (campionato del mondo 1994)                      | Rai       | 18 giugno 1994   | 20,1       | Auditel           | [ 27 ]        |
| 45°  | Italia-Inghilterra (campionato d'Europa 1980)                   | Rai       | 15 giugno 1980   | 20,1       | Servizio Opinioni | [ 29 ]        |
| 46°  | Italia-Inghilterra (campionato del mondo 1990)                  | Rai       | 7 luglio 1990    | 20,0       | Auditel           | [ 27 ]        |
| 47°  | Italia-Spagna (campionato d'Europa 1980)                        | Rai       | 12 giugno 1980   | 20,0       | Servizio Opinioni | [ 29 ]        |

## Radio

### Storia

#### Il monopolio Eiar/Rai

Nicolò Carosio radiocronista ai mondiali di calcio del 1938 in Francia

La prima partita di calcio della nazionale italiana, con radiocronaca, fu l'incontro Italia-Ungheria (risultato finale 4-3) disputato allo stadio Nazionale del PNF di Roma, il 25 marzo 1928 nell'ambito della Coppa Internazionale, e trasmesso dall'EIAR. La radiocronaca, per poche migliaia di ascoltatori (quattro anni prima, nel 1924, erano infatti solo quattromila gli abbonati), fu affidata al giornalista de La Gazzetta dello Sport Giuseppe Sabelli Fioretti.

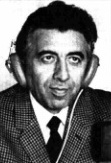
Enrico Ameri voce radiofonica delle vittorie azzurre del 1968 e del 1982

Nel 1932 propose la propria candidatura, come radiocronista, un giovane giornalista palermitano, Nicolò Carosio, che superò brillantemente il provino divenendo la "voce ufficiale" in radio della nazionale A. L'EIAR gli offrì un contratto di collaborazione e, per tutta la sua carriera, Carosio lavorò sempre e solo come collaboratore esterno. Il 1º gennaio 1933 Carosio debuttò a Bologna per la partita amichevole Italia-Germania. Successivamente, inaugurò per l'EIAR le radiocronache del campionato del mondo 1934 che l'Italia, padrona di casa, vinse; due anni dopo fu la voce della nazionale di calcio vincitrice della medaglia d'oro alle Olimpiadi di Berlino (1936); venne confermato anche al campionato del mondo 1938 in Francia, vinto ancora dagli Azzurri.
Con l'avvento della televisione nel 1954, Carosio rivestì il doppio ruolo in radio e tv e, come radiocronista Rai negli incontri degli Azzurri, gli succedette negli anni sessanta Enrico Ameri, che dopo aver narrato le imprese dell'Italia nel vittorioso campionato d'Europa 1968 e al mondiale messicano del 1970, gli fu affiancato come commentatore tecnico Gigi Riva al campionato del mondo 1978 e al campionato del mondo 1982 (vinto dagli Azzurri), e Aldo Agroppi al campionato del mondo 1990.

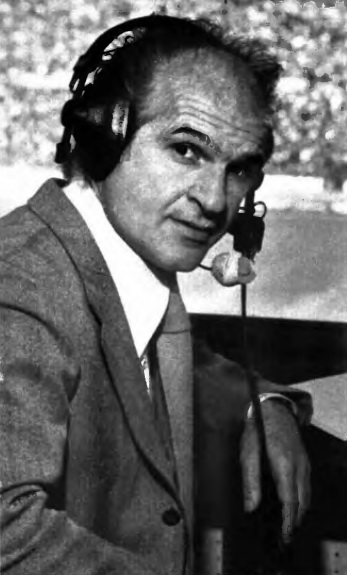
Sandro Ciotti nel 1989

Ameri lasciò le radiocronache nel 1991 e il suo posto, quale voce radiofonica degli Azzurri, venne preso da Sandro Ciotti mentre, dalla stagione 1992-1993, si ebbe il dualismo tra lo stesso Ciotti ed Riccardo Cucchi. Tra l'altro, i due avevano iniziato ad alternarsi nel ruolo di prima voce anche a Tutto il calcio minuto per minuto. Al campionato del mondo 1994, Cucchi fu il radiocronista dell'Italia negli incontri del girone, lasciando la cronaca a Ciotti delle gare ad eliminazione diretta, che portarono la nazionale azzurra fino alla finale, persa ai calci di rigore contro il Brasile. Di quelle radiocronache, passerà alla storia della radio in Italia l'esclamazione di Ciotti «Santo Dio era ora! Era ora!» pronunciata con enfasi dopo il pareggio di Roberto Baggio all'88' nell'incontro Italia-Nigeria degli ottavi di finale di Stati Uniti 1994. Dopo il mondiale statunitense Cucchi sostituì Ciotti come radiocronista Rai della nazionale.

#### La nazionale in Rai e sulle emittenti private

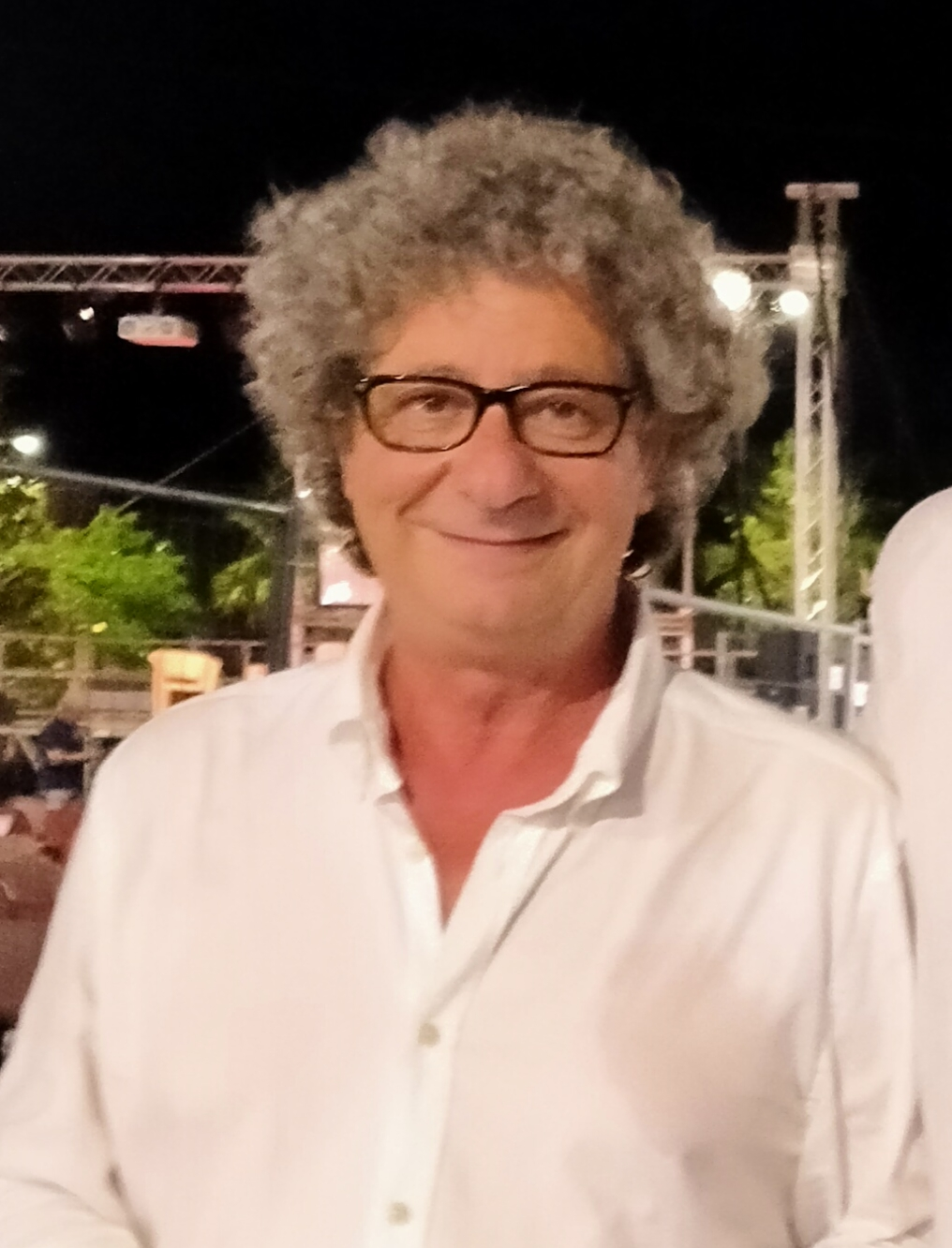
Riccardo Cucchi, radiocronista della nazionale A per 20 anni

Nel 1997, le radio private acquisirono per la prima volta i diritti radiofonici di un incontro della nazionale: il Cecchi Gori Group, che si era assicurato i diritti televisivi per Inghilterra-Italia del 12 febbraio (trasmessa in diretta su Telemontecarlo), annunciò di aver raggiunto un accordo con Radio 105 e Radio Monte Carlo per la diretta radiofonica della partita. Fu la prima volta che la radiocronaca di un incontro della nazionale A non venne trasmessa dalla Rai e, su entrambe le emittenti, fu curata da Enzo Foglianese (ex Rai, in quel momento in pensione) con commento tecnico di Josè Altafini. Sandro Ciotti ricevette la proposta di commentare la partita, ma rifiutò.
Riccardo Cucchi fu la voce radiofonica del successo dell'Italia al campionato del mondo 2006 in Germania e, nel 2007 gli venne affiancato, come seconda voce delle partite azzurre, Francesco Repice, che esordì in questo ruolo nell'amichevole Italia-Scozia disputata allo stadio San Nicola di Bari.
Per il campionato del mondo 2010 l'emittente radiofonica privata RTL 102.5 acquisì i diritti radiofonici per gli incontri della nazionale italiana al torneo. La radiocronaca venne affidata a Paolo Pacchioni mentre Paolo Facchinetti presentò una trasmissione di commento alle partite dell'Italia. L'emittente acquisì anche i diritti per la radiocronaca degli incontri del campionato d'Europa 2012 e della FIFA Confederations Cup 2013, entrambe con la partecipazione dell'Italia.
Il 4 giugno 2014, dallo Stadio Renato Curi di Perugia, Riccardo Cucchi effettuò la sua ultima radiocronaca della nazionale per la Rai, in occasione dell'amichevole contro il Lussemburgo (ultimo incontro prima del campionato del mondo 2014), lasciando l'incarico di prima voce degli Azzurri a Francesco Repice, che aveva già esordito in questo ruolo il 31 maggio 2014, nell'amichevole Italia-Irlanda.
Nel campionato del mondo 2014, iniziato qualche giorno dopo, fu ancora RTL 102.5 ad aver acquisito i diritti per le radiocronache della nazionale italiana nel torneo, e Paolo Pacchioni mantenne il ruolo di radiocronista degli Azzurri per l'emittente privata che, in seguito, si assicurò anche la radiocronaca del campionato d'Europa 2016.
Durante gli incontri del campionato d'Europa 2020, torneo vinto dagli Azzurri dopo i tiri di rigore nella finale di Wembley dell'11 luglio 2021 contro i padroni di casa dell'Inghilterra, è stato Francesco Repice il radiocronista Rai dell'Italia.